# Балка Водяна (Юр'ївський район)
Ба́лка Водяна́ — ботанічний заказник місцевого значення в Україні. Об'єкт природно-заповідного фонду Дніпропетровської області. 
Розташований у межах Юр'ївського району Дніпропетровської області, на південь від села Преображенка. 
Площа 5 га. Статус надано згідно з рішенням облвиконкому від 09.10.1979 року № 568. Перебуває у віданні Юр'ївської райдержадміністрації. 
Статус надано для збереження невеликого лісового масиву з прилеглими луками, де зростають цінні лікарські рослини.